# República Socialista da Macedónia
A República Socialista da Macedônia (em macedônio/macedónio: Социјалистичка Република Македонија), ou RS da Macedônia, comumente referida como Macedônia Socialista, Macedônia Iugoslava ou simplesmente Macedônia, foi uma das seis repúblicas constituintes da República Socialista Federativa da Iugoslávia pós-Segunda Guerra Mundial e um estado-nação dos macedônios.    Após a transição do sistema político para a democracia parlamentar em 1990, a República mudou seu nome oficial para República da Macedônia em 1991,  e com o início da dissolução da Iugoslávia, declarou-se um país independente e realizou um referendo em 8 de setembro de 1991, no qual foi aprovado um estado soberano e independente da Macedônia, com o direito de firmar qualquer aliança com estados soberanos da Iugoslávia.
Geograficamente, a República Socialista da Macedônia fazia fronteira com a Albânia a oeste, a Grécia ao sul e a Bulgária a leste. Dentro da Iugoslávia, fazia fronteira com a Sérvia (incluindo o Kosovo) ao norte. Era uma das duas repúblicas federais sem litoral, juntamente com a RS da Sérvia.

## História
O primeiro estado macedônio foi formalmente proclamado sob o nome de Macedônia Federal Democrática  (em macedônio/macedónio: Демократска Федерална Македонија; romaniz.: Demokratska Federalna Makedonija) na Primeira Sessão Plenária da Assembleia Antifascista para a Libertação Popular da Macedônia (ASNOM) durante a Segunda Guerra Mundial . Foi criado clandestinamente em 2 de agosto de 1944 na zona de ocupação búlgara na Iugoslávia (no Mosteiro de Prohor Pčinjski, agora na Sérvia).   Esta data é agora comemorada na Macedônia do Norte como o Dia da República. Foi escolhido intencionalmente, pois era a data da Revolta de Ilinden contra o domínio otomano em 1903. No entanto, após o exército búlgaro ter recuado da região sob pressão soviética, em 8 de Setembro, os nacionalistas de direita da Organização Revolucionária Interna da Macedônia declararam um estado-fantoche pró-alemão na Macedônia.  No início de outubro, sob a liderança do novo governo pró-soviético búlgaro, o Exército Búlgaro reentrou na Iugoslávia para bloquear a retirada das forças alemãs da Grécia.   Na Macedônia, os búlgaros lutaram lado a lado com os combatentes do Exército de Libertação Popular da Macedônia. 
A Banovina do Vardar foi de facto libertada dos alemães e seus colaboracionistas no final de novembro de 1944, então a ASNOM tornou-se operacional em dezembro, logo após a retirada alemã. No entanto, em Dezembro, os nacionalistas albaneses anticomunistas da Macedônia Ocidental tentaram manter o controlo da região depois de os guerrilheiros iugoslavos terem anunciado a vitória.  Eles pretendiam resistir à incorporação da área à Iugoslávia comunista e foi somente no início de 1945 que os guerrilheiros iugoslavos conseguiram estabelecer seu controle sobre a área montanhosa.
A natureza do novo estado iugoslavo permaneceu obscura imediatamente após a guerra. A Iugoslávia foi imaginada pelos Partisans como uma "Federação Democrática", incluindo seis estados federais.  Quando a nomeação de Tito como primeiro-ministro foi aceita em 29 de novembro de 1945, a República Socialista Federativa da Iugoslávia foi declarada, com sua constituição entrando em vigor em 1946. Como resultado, a Macedônia mudou seu nome para República Popular da Macedônia e foi incorporada como uma república constituinte na Federação Iugoslava.
Pessoas com vários graus de suposta orientação pró-búlgara (na maioria dos casos, eram pró-independência e anti-iugoslavas) foram expurgadas de seus cargos, depois isoladas, presas e encarceradas sob acusações forjadas. Em muitos casos, eles foram executados em massa, como durante o Natal Sangrento de 1945. O número de vítimas permanece obscuro, muitas fontes acadêmicas estimam o número em 1.200 pessoas  O historiador revisionista Zoran Todorovski estimou o número de vítimas durante a época em 50.000, incluindo aqueles mortos, presos, deportados, sujeitos a trabalhos forçados, tortura, etc. 
A língua nacional macedônia foi codificada em 1945 e a primeira editora "Prosvetno Delo" foi fundada em 16 de abril de 1945. O estado foi formado no território de Banovina do Vardar, uma parte da região geográfica mais ampla da Macedônia, que foi dividida entre vários países. Alguns políticos macedônios da República defenderam a ideia de uma Macedônia Unida, que incluiria a Macedônia Egeia e a Macedônia de Pirin. A ideia foi de certa forma apoiada pelas autoridades federais iugoslavas em algumas ocasiões, ou reprimida, dependendo da situação política regional e internacional. 
Algumas pessoas eram contra a federação e exigiam maior independência das autoridades federais, o que levou à perseguição. Uma das vítimas notáveis desses expurgos foi o primeiro presidente, Metodija Andonov-Čento. Para eliminar os resquícios dos sentimentos búlgaros, os comunistas iugoslavos iniciaram um processo de macedonização e construção da nação. 

## Constituição
- Constituição da República Socialista da Macedônia, 1974 – Diário Oficial (em macedônio/macedónio)

A República Socialista da Macedônia, que foi definida como um estado-nação dos macedônios e também um estado de suas minorias étnicas, tinha alguns poderes normalmente associados a um estado independente. A Constituição também reconheceu o direito à autodeterminação e à secessão. As fronteiras da República Socialista da Macedônia só poderiam ser alteradas por decisão do parlamento da república. Seus habitantes possuíam cidadania iugoslava e cidadania interna macedônia para negócios do Estado.
A República Socialista da Macedónia tinha a sua própria constituição, presidência, governo, parlamento, língua oficial, símbolos estatais, Academia Macedónia de Ciências e Artes, Secretaria de Assuntos Internos (Ministério do Interior), Gabinete de Relações Exteriores (Ministério dos Negócios Estrangeiros)  e outras prerrogativas estatais. Além disso, a República Socialista da Macedônia tinha suas próprias forças armadas de Defesa Territorial (em macedônio: Територијална одбрана, Teritorijalna odbrana). 

### Sistema
A República Socialista da Macedônia era um estado comunista de partido único, sendo o partido político governante a Liga dos Comunistas da Macedônia (em macedônio: Сојуз на Комунистите на Македонија, Sojuz na Komunistite na Makedonija, abreviatura: СКМ, SKM). Sendo um estado constituinte da Iugoslávia, um dos principais fundadores do Movimento dos Países Não Alinhados, a RS da Macedônia adotou uma política externa neutra e manteve um sistema comunista mais liberal em comparação a outros estados comunistas. A ideologia dominante baseava-se no titoísmo e na  autogestão dos trabalhadores (em macedônio: самоуправување, samoupravuvanje). 

### Minorias
Embora os macedônios fossem a maioria e uma das nações constituintes da RSF da Iugoslávia (termo oficial: narod), os direitos das minorias étnicas (termo oficial: narodnosti) eram garantidos pela Constituição. A língua oficial da RS da Macedônia era o macedônio,  no entanto os albaneses macedônios e os turcos macedônios tinham o direito de usar as suas próprias línguas no sistema escolar e nos meios de comunicação social.  A constituição da SR Macedónia definiu o estado como o estado nacional dos macedónios étnicos, mas também como o estado dos albaneses e dos turcos. 
Desde o início do domínio iugoslavo na Macedónia, surgiram acusações de que as novas autoridades estavam envolvidas em retaliações contra pessoas que não apoiavam a formação da nova identidade nacional macedônia.  O número de vítimas devido aos assassinatos organizados de búlgaros não é claro. Fontes búlgaras afirmam que milhares de pessoas foram mortas depois de 1944 e que mais de 100.000 pessoas foram presas ao abrigo da "Lei para a Proteção da Honra Nacional da Macedônia".  Na República Socialista da Macedônia, a búlgarofobia aumentou até ao nível de ideologia de Estado.  

### Religião
Embora os comunistas governantes desencorajassem a religião, a liberdade religiosa era permitida até certo ponto. As autoridades permitiram a existência da Igreja Ortodoxa Macedônia, que proclamou a autocefalia em 1967. Em 1972, começou a construção da maior igreja ortodoxa, São Clemente de Ocrida, na capital Escópia. Muçulmanos, católicos, protestantes e outras comunidades religiosas também podiam manter suas próprias organizações e locais de culto. 

### Geografia
A República Socialista da Macedônia foi o quarto maior país constituinte da RFS Iugoslávia, tanto em área quanto em população. Dentro da Iugoslávia, tinha uma fronteira interna com a República Socialista da Sérvia ao norte e sua subunidade, a Província Autônoma Socialista do Kosovo, a noroeste, e tinha fronteiras internacionais com a República Popular Socialista da Albânia a oeste, a Grécia ao sul e a República Popular da Bulgária a leste.

## Transição
Em 1990, a forma de governo mudou pacificamente do estado socialista para a democracia parlamentar. As primeiras eleições pluralistas foram realizadas em 11 de novembro do mesmo ano. O antigo partido comunista no poder adotou uma direção reformista e se renomeou como Liga dos Comunistas da Macedônia – Partido para a Mudança Democrática, liderado por Petar Gošev. Após a demissão do chefe da última presidência comunista, Vladimir Mitkov , Kiro Gligorov tornou-se o primeiro presidente democraticamente eleito da República Socialista da Macedônia, em 31 de janeiro de 1991. [a]
Em 16 de abril, o parlamento aprovou uma emenda constitucional que removeu "Socialista" do nome oficial da entidade e, em 7 de junho, o novo nome República da Macedônia foi oficialmente estabelecido.  Após o início do processo de dissolução da Iugoslávia, a República da Macedônia emitiu uma Declaração de Soberania em 25 de janeiro de 1991  e mais tarde proclamou-se um país totalmente independente, na sequência de um referendo realizado em 8 de setembro de 1991.
A República da Macedônia do Norte é a sucessora legal da República Socialista da Macedônia. Foi conhecida como República da Macedônia até fevereiro de 2019, quando passou por uma mudança oficial de nome após o Acordo de Prespa com a Grécia em junho de 2018, que resolveu uma antiga disputa de nomeação.

## Governantes

### Presidentes
Presidentes da ASNOM
- Metodija Andonov-Čento
- Lazar Koliševski

Presidentes da Presidência do Parlamento
- Lazar Koliševski
- Vidoe Smilevski

Presidentes do Parlamento
- Dimče-Mire Stojanov
- Lazar Koliševski
- Ljupčo Arsov
- Vidoe Smilevski
- Mito Hadživasilev
- Nikola Minčev

Presidentes da Presidência
- Vidoe Smilevski
- Ljupčo Arsov
- Angel Čemerski
- Blagoja Talevski
- Tome Bukleski
- Vančo Apostolski
- Dragoljub Stavrev
- Jezdimir Bogdanski
- Vladimir Mitkov

### Primeiros-ministros
- Lazar Koliševski (1945–1953)
- Ljupčo Arsov (1953–1961)
- Aleksandar Grlickov (1961–1965)
- Nikola Minčev (1965–1968)
- Ksente Bogoev (1968–1974)
- Blagoja Popov (1974–1982)
- Dragoljub Stavrev (1982–1986)
- Gligorije Gogovski (1986–1991)